# 電車大環状線
電車大環状線（でんしゃだいかんじょうせん）とは、JRの運賃・料金計算および乗車券の効力に関する特例の1つであり、特定のエリアを発着駅とする場合に同エリア内の迂回乗車を認める制度および同エリアを通過する場合に運賃・料金を実際に乗車した経路にかかわらず必ず最短の経路のもので計算する制度である。
なお「電車大環状線」の名称はこの特例の呼称としてよく使われるものではあるが、正式に定められた名称ではない（正式名称は定められていない）。単に「大環状線」と呼ばれることもある。JR時刻表の運賃特例案内ページでは「東京付近の特定区間を通過する場合の特例」と題されている。
現在は東京都内の一部エリアのみであるが、かつては東京では近県を含むエリアであり、さらに大阪周辺にも制定されていた。現在はその代替として赤羽駅 - 大宮駅、東京駅 - 蘇我駅、品川駅 - 鶴見駅、大阪駅 - 天王寺駅などが経路特定区間に指定されている。
本稿では、この区間にかかる運賃および乗車券の効力の特例について記述する。

## 定義
この特例は旅客営業規則第70条・第159条・第160条に定められているものである。
- 第70条

第67条の規定にかかわらず、旅客が次に掲げる図の太線区間を通過する場合の普通旅客運賃・料金は太線区間内の最も短い営業キロによつて計算する。この場合、太線内は、経路の指定を行わない。
- 第159条

旅客は、普通乗車券、普通回数乗車券又は団体乗車券によつて、第70条に掲げる図の太線区間を通過する場合には、この区間を迂回して乗車することができる。
- 第160条

第70条第1項に掲げる図の太線区間内にある駅発又は着の普通乗車券又は普通回数乗車券を所持する旅客は、その区間内においては、その乗車券の券面に表示された経路にかかわらず、迂回して乗車することができる。ただし、別に定める場合を除き、迂回乗車区間内では、途中下車をすることはできない。

### 区間
上記文中の太線区間は以下の区間である。路線の正式名称によって記述する。
- 山手線：品川駅 - 田端駅（全線全駅）
- 赤羽線：池袋駅 - 赤羽駅（全線全駅）
- 東海道本線：東京駅 - 品川駅
- 中央本線：神田駅 - 代々木駅
- 総武本線：東京駅 - 錦糸町駅、御茶ノ水駅 - 錦糸町駅
- 東北本線：東京駅 - 赤羽駅、日暮里駅 - 尾久駅 - 赤羽駅

※新在同一視の原則(旅規第16条の2)に基づき、 東海道新幹線：東京駅 - 品川駅、 東北新幹線：東京駅 - 上野駅も、太線区間に含まれる。
すなわち、この規定が適用される乗車券は、第70条・第159条は経由駅と発着駅の組み合わせが以下のうちの2つに該当するもの、第160条は1つに該当し区間内に発着駅があるものまたは該当がなく区間内相互発着のものとなる。以下、この経由駅を便宜上「出入口駅」と記述する。
- 品川駅経由：大井町駅以遠（大森駅方面）、西大井駅以遠（武蔵小杉駅方面）、または新横浜駅以遠（小田原駅方面、菊名駅方面、または小机駅方面）発着
- 新宿駅経由：大久保駅以遠（東中野駅方面）発着
- 赤羽駅経由：川口駅以遠（西川口駅方面）、または北赤羽駅以遠（浮間舟渡駅方面）発着
- 日暮里駅経由：三河島駅以遠（南千住駅方面）発着
- 錦糸町駅経由：亀戸駅以遠（平井駅方面）発着
- 東京駅経由：八丁堀駅以遠（越中島駅方面）発着
  - 大崎駅は東海道本線（横須賀線・湘南新宿ライン）との分岐駅とはされていない。大崎駅 - 西大井駅間は、品川駅経由扱いとなる。
  - この規定を満たす乗車券が蘇我駅以遠（鎌取駅方面、または浜野駅方面）発着で、もう一方の出入口駅までの経路が東京駅経由より錦糸町駅経由の方が短い場合、本千葉駅・新小岩駅（外房線・総武本線）経由の上、錦糸町駅を出入口駅として運賃・料金を計算する（使用上は、京葉線を経由してもよい）。

## 概要
規定は上記の通りであるが、以下で詳細に解説する。

### 区間内を通過する場合
上記区間を通過する場合は、区間内の経路を指定せず、最短の経路にて運賃・料金を計算する。
例えば、東京駅経由で新幹線を利用する場合でも、中央線方面に向かう場合などは東京駅を経由しない経路で運賃を計算する（例：東海道新幹線・東北新幹線 - 東京 - 新宿 - 中央線の場合でも、前者は品川から山手線経由で、後者は赤羽から赤羽線・山手線経由で計算する）。
似た制度として経路特定区間があるが、経路特定区間はその範囲の末端駅との相互発着の場合でも適用される（ただし、末端駅両方が含まれる必要がある）のに対し、本規定は「通過」（このエリアを挟んで前後の区間の駅を行き来）する場合の適用である。
条件を満たしていれば、迂回区間上での途中下車も可能であるので、東京近郊区間外 - 当エリア内 - 区間外の駅（東京都区内発着適用となる場合は更にその外）発着の101km以上の乗車券を設定すれば、エリア内での乗降の選択肢はかなり増えることになる（ただし、区間内の最短経路上の駅以外では自動改札機での入出場は出来ないため、有人改札を経由する必要がある）。これらの条件を満たしていて且つこのエリア内に目的地が複数ある場合は、東京山手線内や東京都区内発着の乗車券を購入するよりもエリア外の駅発着の乗車券を購入した方が全体的な運賃が安く済むことが多い。
当区間内で区間変更が生じる場合についても、入口駅から区間変更後の出口駅までの最短経路にて運賃・料金を計算する（旅客営業規則第250条）。なお、蘇我駅以遠からの経路が千葉経由となるものについては、変更開始駅が経路特定区間内と本規定の区間内の場合で扱いが異なる。

### 区間内に発着駅がある場合
上記区間内に発着駅があり、出入口駅・発着駅の組み合わせの1つに該当する場合のもの、または該当がなく区間内相互発着のものである。この場合は通常に経路の指定が行われ、その経路によって運賃・料金を計算する（指定席券売機で本規定にかかる経路の乗車券を発券しようとした場合、候補は複数出ても運賃は最安となるよう設定されている）。区間内を迂回して乗車出来るが、迂回中の途中下車は出来ず、区間変更の取り扱いとなる。なお、区間内相互発着の場合、東海道新幹線・東北新幹線を迂回経路として利用することはできない。
例外として、区間内に発着駅がある場合も下記の区間を通過する場合は短い方の経路にて運賃・料金を計算する。
赤羽駅 - 池袋駅間、代々木駅 - 錦糸町駅間
東北貨物線・山手貨物線経由で利用する場合（成田エクスプレス、東武線直通特急「日光・（スペーシア）きぬがわ」など）、および代々木駅 - 錦糸町駅間を山手貨物線 - （品川駅） - 横須賀線経由で利用する場合（成田エクスプレスのみ）については、列車特定区間（前者は埼京線・板橋駅（赤羽線）経由、後者は水道橋・両国（中央・総武緩行線）経由で運賃・料金を計算する）が適用される。
日暮里駅 - 赤羽駅間
経路特定区間が適用されるため、尾久駅（宇都宮線）経由で乗車する場合も王子駅（京浜東北線）経由で運賃・料金を計算する。
品川駅 - 赤羽駅間
2015年3月14日のダイヤ改正により、同区間の相互発着、またはどちらかが品川駅以南か赤羽駅以北にまたがる急行券（特急含む）は、東海道本線・東北本線経由で計算されている場合でも山手線（大崎駅・池袋駅）経由で迂回乗車できる（旅客営業規則第172条第8項）。グリーン車も準用される（旅客営業規則第175条第4項）。これにより、普通列車のグリーン車を利用する場合に上野東京ライン・湘南新宿ラインのいずれの経路でも利用できる。なお、グリーン料金は、前項の日暮里駅 - 赤羽駅間を準用し、最短経路である品川駅 - 日暮里駅 - 王子駅 - 赤羽駅（運転系統としては京浜東北線）経由の営業キロ程で計算される。

## その他
本規定のエリアはかつて発売されていたトクトクきっぷ「東京自由乗車券」及び「こだま東京フリーきっぷ」のフリーエリアに相当した。